# يوشيز كرافتد ورلد
يوشيز كرافتد ورلد (بالإنجليزية: Yoshi's Crafted World)‏ (باليابانية: ヨッシークラフトワールド) هي لعبة فيديو منصات طورت من قبل غود-فيل ونشرت من قبل نينتندو لجهاز نينتندو سويتش. تم الكشف عن اللعبة في معرض الترفيه الإلكتروني 2017، حصلت على تأخير في 2018 وتم إصدارها عالميا في 29 مارس 2019.

## وصلات خارجية
- يوشيز كرافتد ورلد على موقع IMDb (الإنجليزية)